# Liste der flächenkleinsten Städte in Deutschland
Die Liste der flächenkleinsten Städte in Deutschland bietet einen Überblick über die 100 Städte, die die kleinste Fläche in Deutschland haben. Eine weitere Übersicht zeigt die flächenkleinsten Städte der Bundesländer. Berücksichtigung finden alle verwaltungsrechtlich selbständigen Gemeinden mit Stadtrecht.

## Flächenkleinste Städte in Deutschland
Die Verteilung auf die Bundesländer ist folgendermaßen: Rheinland-Pfalz (26), Schleswig-Holstein (17), Baden-Württemberg (15), Bayern (15), Thüringen (9), Hessen (6), Sachsen (6), Brandenburg (2), Sachsen-Anhalt (2), Niedersachsen (1), Saarland (1), Mecklenburg-Vorpommern und Nordrhein-Westfalen keine.
Alle Angaben in der folgenden Tabelle sind vom Statistischen Bundesamt (Gebietsstand: 31. Dezember 2022).
| Rang | Name                        | Fläche in km² | Landkreis                        | Bundesland         |
| ---- | --------------------------- | ------------- | -------------------------------- | ------------------ |
| 1.   | Arnis                       | 0,45          | Schleswig-Flensburg              | Schleswig-Holstein |
| 2.   | Wilster                     | 2,71          | Steinburg                        | Schleswig-Holstein |
| 3.   | Garding                     | 3,06          | Nordfriesland                    | Schleswig-Holstein |
| 4.   | Krempe                      | 3,38          | Steinburg                        | Schleswig-Holstein |
| 5.   | Weißenthurm                 | 3,99          | Mayen-Koblenz                    | Rheinland-Pfalz    |
| 6.   | Friedrichstadt              | 4,02          | Nordfriesland                    | Schleswig-Holstein |
| 7.   | Steinbach (Taunus)          | 4,40          | Hochtaunuskreis                  | Hessen             |
| 8.   | Kyllburg                    | 4,62          | Eifelkreis Bitburg-Prüm          | Rheinland-Pfalz    |
| 9.   | Marne                       | 4,83          | Dithmarschen                     | Schleswig-Holstein |
| 10.  | Wesselburen                 | 5,13          | Dithmarschen                     | Schleswig-Holstein |
| 11.  | Zwingenberg                 | 5,66          | Bergstraße                       | Hessen             |
| 12.  | Eppelheim                   | 5,70          | Rhein-Neckar-Kreis               | Baden-Württemberg  |
| 13.  | Asperg                      | 5,80          | Ludwigsburg                      | Baden-Württemberg  |
| 14.  | Lütjenburg                  | 6,15          | Plön                             | Schleswig-Holstein |
| 15.  | Schwalbach am Taunus        | 6,47          | Main-Taunus-Kreis                | Hessen             |
| 16.  | Büdelsdorf                  | 6,48          | Rendsburg-Eckernförde            | Schleswig-Holstein |
| 17.  | Sankt Goarshausen           | 7,06          | Rhein-Lahn-Kreis                 | Rheinland-Pfalz    |
| 18.  | Schraplau                   | 7,06          | Saalekreis                       | Sachsen-Anhalt     |
| 19.  | Eibelstadt                  | 7,07          | Würzburg                         | Bayern             |
| 20.  | Oppenheim                   | 7,10          | Mainz-Bingen                     | Rheinland-Pfalz    |
| 21.  | Stößen                      | 7,29          | Burgenlandkreis                  | Sachsen-Anhalt     |
| 22.  | Ortrand                     | 7,36          | Oberspreewald-Lausitz            | Brandenburg        |
| 23.  | Orlamünde                   | 7,47          | Saale-Holzland-Kreis             | Thüringen          |
| 24.  | Hermsdorf                   | 7,49          | Saale-Holzland-Kreis             | Thüringen          |
| 25.  | Kahla                       | 7,90          | Saale-Holzland-Kreis             | Thüringen          |
| 26.  | Emmelshausen                | 8,05          | Rhein-Hunsrück-Kreis             | Rheinland-Pfalz    |
| 27.  | Wyk auf Föhr                | 8,08          | Nordfriesland                    | Schleswig-Holstein |
| 28.  | Oberriexingen               | 8,16          | Ludwigsburg                      | Baden-Württemberg  |
| 29.  | Unkel                       | 8,16          | Neuwied                          | Rheinland-Pfalz    |
| 30.  | Kaisersesch                 | 8,18          | Cochem-Zell                      | Rheinland-Pfalz    |
| 31.  | Ziegenrück                  | 8,25          | Saale-Orla-Kreis                 | Thüringen          |
| 32.  | Kupferberg                  | 8,29          | Kulmbach                         | Bayern             |
| 33.  | Lambrecht (Pfalz)           | 8,32          | Bad Dürkheim                     | Rheinland-Pfalz    |
| 34.  | Kastellaun                  | 8,41          | Rhein-Hunsrück-Kreis             | Rheinland-Pfalz    |
| 35.  | Hoya                        | 8,45          | Nienburg/Weser                   | Niedersachsen      |
| 36.  | Neumark                     | 8,67          | Weimarer Land                    | Thüringen          |
| 37.  | Selters (Westerwald)        | 8,70          | Westerwaldkreis                  | Rheinland-Pfalz    |
| 38.  | Tamm                        | 8,78          | Ludwigsburg                      | Baden-Württemberg  |
| 39.  | Lauterecken                 | 8,89          | Kusel                            | Rheinland-Pfalz    |
| 40.  | Friedrichsthal              | 8,99          | Regionalverband Saarbrücken      | Saarland           |
| 41.  | Scheibenberg                | 9,00          | Erzgebirgskreis                  | Sachsen            |
| 42.  | Stromberg                   | 9,01          | Bad Kreuznach                    | Rheinland-Pfalz    |
| 43.  | Wildau                      | 9,11          | Dahme-Spreewald                  | Brandenburg        |
| 44.  | Wolfratshausen              | 9,13          | Bad Tölz-Wolfratshausen          | Bayern             |
| 45.  | Katzenelnbogen              | 9,18          | Rhein-Lahn-Kreis                 | Rheinland-Pfalz    |
| 46.  | Lichtenberg                 | 9,47          | Hof                              | Bayern             |
| 47.  | Hohenleuben                 | 9,53          | Greiz                            | Thüringen          |
| 48.  | Lauenburg/Elbe              | 9,56          | Herzogtum Lauenburg              | Schleswig-Holstein |
| 49.  | Betzdorf                    | 9,56          | Altenkirchen (Westerwald)        | Rheinland-Pfalz    |
| 50.  | Owen                        | 9,70          | Esslingen                        | Baden-Württemberg  |
| 51.  | Bredstedt                   | 9,75          | Nordfriesland                    | Schleswig-Holstein |
| 52.  | Neutraubling                | 9,75          | Regensburg                       | Bayern             |
| 53.  | Neustadt an der Waldnaab    | 9,93          | Neustadt an der Waldnaab         | Bayern             |
| 54.  | Bad Marienberg (Westerwald) | 9,95          | Westerwaldkreis                  | Rheinland-Pfalz    |
| 55.  | Schenefeld                  | 9,99          | Pinneberg                        | Schleswig-Holstein |
| 56.  | Manderscheid                | 10,06         | Bernkastel-Wittlich              | Rheinland-Pfalz    |
| 57.  | Wirges                      | 10,11         | Westerwaldkreis                  | Rheinland-Pfalz    |
| 58.  | Obermoschel                 | 10,15         | Donnersbergkreis                 | Rheinland-Pfalz    |
| 59.  | Neuerburg                   | 10,17         | Eifelkreis Bitburg-Prüm          | Rheinland-Pfalz    |
| 60.  | Meisenheim                  | 10,33         | Bad Kreuznach                    | Rheinland-Pfalz    |
| 61.  | Marktsteft                  | 10,51         | Kitzingen                        | Bayern             |
| 62.  | Ranis                       | 10,57         | Saale-Orla-Kreis                 | Thüringen          |
| 63.  | Plochingen                  | 10,64         | Esslingen                        | Baden-Württemberg  |
| 64.  | Aach                        | 10,68         | Konstanz                         | Baden-Württemberg  |
| 65.  | Bad Bergzabern              | 10,71         | Südliche Weinstraße              | Rheinland-Pfalz    |
| 66.  | Clingen                     | 10,75         | Kyffhäuserkreis                  | Thüringen          |
| 67.  | Thalheim/Erzgeb.            | 10,79         | Erzgebirgskreis                  | Sachsen            |
| 68.  | Stadt Wehlen                | 10,85         | Sächsische Schweiz-Osterzgebirge | Sachsen            |
| 69.  | Stadtprozelten              | 10,87         | Miltenberg                       | Bayern             |
| 70.  | Wernau (Neckar)             | 10,89         | Esslingen                        | Baden-Württemberg  |
| 71.  | Altenkirchen (Westerwald)   | 10,98         | Altenkirchen (Westerwald)        | Rheinland-Pfalz    |
| 72.  | Heidenau                    | 11,07         | Sächsische Schweiz-Osterzgebirge | Sachsen            |
| 73.  | Rauenberg                   | 11,12         | Rhein-Neckar-Kreis               | Baden-Württemberg  |
| 74.  | Glinde                      | 11,21         | Stormarn                         | Schleswig-Holstein |
| 75.  | Nieder-Olm                  | 11,22         | Mainz-Bingen                     | Rheinland-Pfalz    |
| 76.  | Uetersen                    | 11,43         | Pinneberg                        | Schleswig-Holstein |
| 77.  | Stadtbergen                 | 11,49         | Augsburg                         | Bayern             |
| 78.  | Schwarzenbek                | 11,65         | Herzogtum Lauenburg              | Schleswig-Holstein |
| 79.  | Heitersheim                 | 11,71         | Breisgau-Hochschwarzwald         | Baden-Württemberg  |
| 80.  | Baiersdorf                  | 11,81         | Erlangen-Höchstadt               | Bayern             |
| 81.  | Lindenberg im Allgäu        | 11,84         | Lindau (Bodensee)                | Bayern             |
| 82.  | Simmern/Hunsrück            | 11,96         | Rhein-Hunsrück-Kreis             | Rheinland-Pfalz    |
| 83.  | Meersburg                   | 12,07         | Bodenseekreis                    | Baden-Württemberg  |
| 84.  | Rothenfels                  | 12,07         | Main-Spessart                    | Bayern             |
| 85.  | Oberasbach                  | 12,08         | Fürth                            | Bayern             |
| 86.  | Eschborn                    | 12,13         | Main-Taunus-Kreis                | Hessen             |
| 87.  | Ransbach-Baumbach           | 12,15         | Westerwaldkreis                  | Rheinland-Pfalz    |
| 88.  | Wendlingen am Neckar        | 12,15         | Esslingen                        | Baden-Württemberg  |
| 89.  | Weingarten                  | 12,16         | Ravensburg                       | Baden-Württemberg  |
| 90.  | Mainbernheim                | 12,21         | Kitzingen                        | Bayern             |
| 91.  | Puchheim                    | 12,24         | Fürstenfeldbruck                 | Bayern             |
| 92.  | Diez                        | 12,41         | Rhein-Lahn-Kreis                 | Rheinland-Pfalz    |
| 93.  | Bad Soden am Taunus         | 12,50         | Main-Taunus-Kreis                | Hessen             |
| 94.  | Netzschkau                  | 12,51         | Vogtlandkreis                    | Sachsen            |
| 95.  | Raunheim                    | 12,60         | Groß-Gerau                       | Hessen             |
| 96.  | Wilkau-Haßlau               | 12,65         | Zwickau                          | Sachsen            |
| 97.  | Nortorf                     | 12,77         | Rendsburg-Eckernförde            | Schleswig-Holstein |
| 98.  | Süßen                       | 12,79         | Göppingen                        | Baden-Württemberg  |
| 99.  | Hemsbach                    | 12,85         | Rhein-Neckar-Kreis               | Baden-Württemberg  |
| 100. | Lucka                       | 12,93         | Altenburger Land                 | Thüringen          |

## Flächenkleinste Städte der Bundesländer
Aufgeführt sind alle flächenkleinsten Städte des jeweiligen Bundeslandes.
| Bundesland             | Flächenkleinste Stadt | Landkreis                   | Fläche in km² |
| ---------------------- | --------------------- | --------------------------- | ------------- |
| Baden-Württemberg      | Eppelheim             | Rhein-Neckar-Kreis          | 5,70          |
| Bayern                 | Eibelstadt            | Würzburg                    | 7,07          |
| Brandenburg            | Ortrand               | Oberspreewald-Lausitz       | 7,36          |
| Bremen                 | Bremerhaven           | Kreisfreie Stadt            | 101,41        |
| Hessen                 | Steinbach (Taunus)    | Hochtaunuskreis             | 4,40          |
| Mecklenburg-Vorpommern | Franzburg             | Vorpommern-Rügen            | 15,20         |
| Niedersachsen          | Hoya                  | Nienburg/Weser              | 8,45          |
| Nordrhein-Westfalen    | Schwelm               | Ennepe-Ruhr-Kreis           | 20,50         |
| Rheinland-Pfalz        | Weißenthurm           | Mayen-Koblenz               | 3,99          |
| Saarland               | Friedrichsthal        | Regionalverband Saarbrücken | 8,99          |
| Sachsen                | Scheibenberg          | Erzgebirgskreis             | 9,00          |
| Sachsen-Anhalt         | Schraplau             | Saalekreis                  | 7,06          |
| Schleswig-Holstein     | Arnis                 | Schleswig-Flensburg         | 0,45          |
| Thüringen              | Orlamünde             | Saale-Holzland-Kreis        | 7,47          |